# Primus (praenomen)
Primus was een weinig gebruikt praenomen in het Romeinse Rijk. De naam betekent eerste en werd oorspronkelijk gegeven aan de eerstgeboren zoon, maar later ook gegeven aan zonen geboren in de eerste maand van het Romeinse jaar. De vrouwelijke vorm Prima kwam iets vaker voor.
Primus werd ook gebruikt als cognomen.